# فاطمه میر
فاطمه میر یا فاتیما میر (انگلیسی: Fatima Meer؛ زاده ۱۲ اوت ۱۹۲۸ – درگذشته ۱۲ مارس ۲۰۱۰) یک زن نویسنده، استاد دانشگاه، سیاستمدار، فیلمنامه‌نویس و فعال برجستهٔ ضد آپارتاید اهل آفریقای جنوبی بود. او از حقوق بشر و برابری جنسیتی دفاع می‌کرد و به تأسیس بسیاری از سازمان‌ها کمک کرد که به دنبال بهبود کیفیت زندگی در آفریقای جنوبی بودند.

## زندگی
فاطمه میر در ۱۲ اوت سال ۱۹۲۸ در دوربان آفریقای جنوبی به دنیا آمد. او در کودکی به تولید روزنامه خانوادگی خود، دیدگاه‌های هندی (Indian Views) کمک کرد و واقعیت‌های خشن جامعه آفریقای جنوبی را بهتر شناخت. این تجربیات اولیه، مهارت انگلیسی او را تقویت کرد و پایه و اساس حرفه او را شکل داد.
فعالیت سیاسی میر از دبیرستان شروع شد. در سال ۱۹۴۶، او به ایجاد کمیته مقاومت بدون خشونت دانشجویی در حمایت از کمپین مقاومت بدون خشونت هند کمک کرد و از او برای سخنرانی در چندین تجمع گسترده دعوت شد. او به تحصیل در رشته جامعه‌شناسی در دانشگاه ناتال ادامه داد.
محبوبیت فزاینده او به عنوان یک فعال توجه عموم و دولت آفریقای جنوبی را به خود جلب کرد. در سال ۱۹۵۲، با قانون سرکوب کمونیسم، میر از حضور در اجتماعات عمومی منع شد و به مدت سه سال اجازه انتشار هر اثری از او گرفته شد. اگرچه این ممنوعیت برای سرکوب صدا و افکار او بود، اما در عمل آن را در قلب او بیشتر شعله‌ور کرد.
میر در طول زندگی حرفه‌ای خود به سازماندهی بسیاری از گردهمایی‌های عمومی از جمله راهپیمایی‌های زنان، بیداری‌های شبانه برای اعتراض به بازداشت‌های گستردهٔ فعالان ضد آپارتاید و غیره کمک کرد. او همچنین گروه‌های مختلفی مانند فدراسیون زنان آفریقای جنوبی، فدراسیون زنان سیاه‌پوست، مؤسسه تحقیقات سیاه پوستان و گروه شهروندان نگران را تأسیس کرد.
میر فراتر از فعالیت‌های خود، در کارهای خیریه نیز شرکت می‌کرد، چندین کتاب منتشر کرد و در دانشگاه خود به تدریس جامعه‌شناسی پرداخت. او با خانواده ماندلا دوست صمیمی بود و نلسون آنقدر به نوشتن او اعتماد داشت که او را برای نوشتن اولین بیوگرافی مجاز خود، بالاتر از امید (۱۹۹۰) انتخاب کرد.
در گرامیداشت یاد و میراث او، میر جایزه ویشوا گورجاری (Vishwa Gurjari) را برای کمک به حقوق بشر در سال ۱۹۹۴ و نشان نقره لوتولی را در سال ۲۰۱۷ دریافت کرد.